# Rhagoletis zoqui
Rhagoletis zoqui är en tvåvingeart som beskrevs av Bush 1966. Rhagoletis zoqui ingår i släktet Rhagoletis och familjen borrflugor. Inga underarter finns listade i Catalogue of Life.